# 生息地

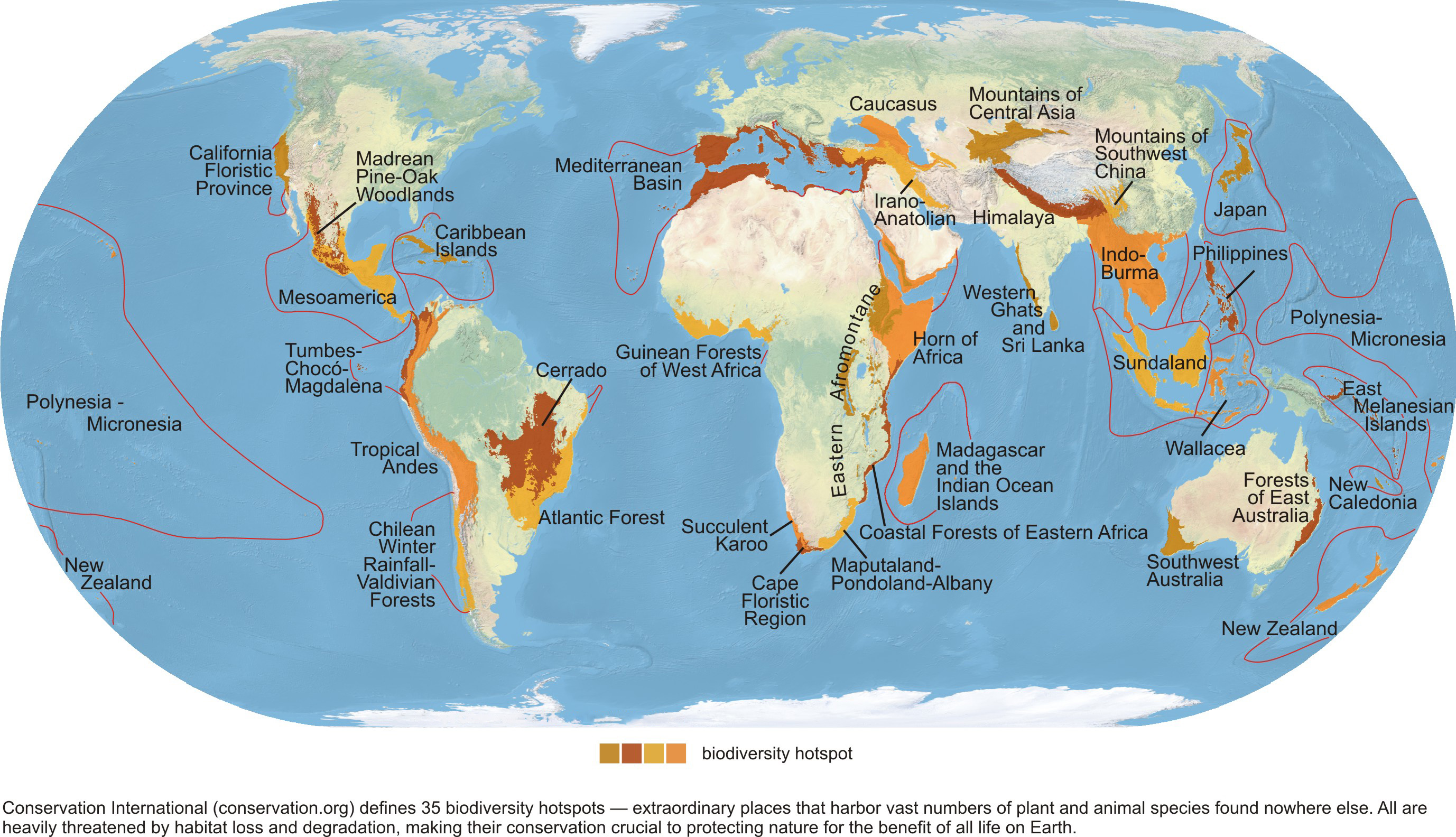
生物の多様性が生息地の破壊や劣化などで脅かされているホットスポットを示した地図。

生息地（せいそくち）とは、生物が主に生息する区域を指す。陸地だけではなく海域をさすこともあり、その場合は生息域（せいそくいき）という表現も使われる。動物の名前に地名が入っている場合は生息地の名前ということが多い。植物の場合には自生地ともいう。

## 概要
一般にいうところの生息地は、所定の生物がもともと生活していた地域を指し、それらの生物はその地域によく順応しており、またその生物が繁殖に適した自然の環境があることを意味する。
生物はその生活する地域において、数千年から数万年以上にも及ぶ長い期間をそこで過ごし、その地域の環境に順応したわけだが、そういった環境は他に同一の状況がない場合も少なからずあり、それら地域の環境が何らかの影響で変化した際には、地域の環境に依存して生活していた生物にとって、大きな試練となる。
こと世代交代が緩やかな生物では、こういった環境への順応変化（適者生存や進化など）も緩やかな傾向が強く、特に人間の生活活動の介在など、数十から数百年未満の短い期間における劇的な環境の変化が発生した場合には、本来の生息域からまったく別の環境に投げ出されることにも等しく、その場合において地域に生活する生物の絶滅などといった問題も懸念される（後述）。
その一方で、比較的ありふれた地域で生活している生物や、環境の状態に揺らぎがあり適応範囲の広い生物は、広い範囲に適応できる可能性を持つため、種として有利にその生息域を広げることが可能である。これは繁殖と運動能力などによって自然に拡散する場合もあるが、人為的に運搬されたことによる外来種のように、運ばれていった先によく順応しすぎ、土着生物の生存を脅かす場合もある。

## さまざまな動物の生息地
- ペンギン - 南極（コウテイペンギン、アデリーペンギンのみ、近海の氷上にオウサマペンギン、ジェンツーペンギン、ヒゲペンギン）、南米（マゼランペンギン、フンボルトペンギン、マカロニペンギン）、ガラパゴス諸島（ガラパゴスペンギン）、南アフリカ（ケープ(アフリカ)ペンギン）、オーストラリア南部（フェアリーペンギン、ロイヤルペンギン、コガタペンギン）、ニュージーランド（ブルーペンギン、イワトビペンギン、ハシブトペンギン、キガシラペンギン、ハネジロペンギン）、オークランド諸島（シュレーターペンギン、フィヨルドランドペンギン）。南極周辺以外の温暖な地域に棲息しているほうが多い。南極以外に多くの種類がいる。
- アフリカゾウ - アフリカに住む現存最大の陸上動物。
- アジアゾウ - インド、スマトラ島に住む。
- オガサワラオオコウモリ - 日本小笠原のみ。
- ホッキョクグマ - シロクマとして知られている最大の大きさのクマ。
- ヤンバルクイナ - 日本沖縄島の北部の山原のみ。

## さまざまな植物の自生地
- スギ - 日本特産で、他の地域での自生地はない。
- オサバグサ - 日本特産で、他の地域での自生地はない。
- レブンウスユキソウ - 日本の礼文島などの高山植物。
- リシリヒナゲシ - 日本の利尻島などの高山植物。
- ヒマラヤのブルーポピー - メコノプシス属の中で、青い花弁を着けるヒマラヤ特産のケシで、他の地域での自生地はない（青い花弁であり、ブータンでは国花に指定されているが、他のヒマラヤ周辺の多数の株が自生している地域では、棘のある厄介な雑草扱いである）。
- プルームポピー - 日本特産のタケニグサ(ケナシチャンパギク、マルバタケニグサを含む。自生地である日本では、雑草扱いされている場合が多い）と、中国大陸原産の小果博落廻の2種のみの属で狭い範囲での自生地。

## 絶滅
動物が持つ生息地、植物の生育している自生地は、その動物・植物にとって最も生活・生育しやすい場所・環境であるため、気候変動、水質汚染、漁業などの天然資源の搾取、トロール漁船などによる海底の破壊、生息地の環境が開発などにより変化すると、動物・植物が絶滅することもある。
- 絶滅危惧種
- 生息地の破壊（英語版）、生息地分断化、生物多様性の喪失、ホットスポット
- 局所的絶滅（英語版）、近交弱勢、絶滅の渦

対策
- 絶滅のおそれのある野生動植物の種の国際取引に関する条約
- 移動性野生動物種の保全に関する条約
- 生息地の保全（英語版）
- 漁獲可能量、狩猟期間（英語版） - 時期や禁止期間を設けることで資源量を維持する。
- 環境アセスメント - 都市化・鉱山開発・水辺の開発などを行う前に生物種への影響を確認するプロセス。
- 種の再導入（英語版）

## ビオトープ
ビオトープは、生物の住環境を人為的に再現する試みで、生態系の構築を目標とする。この場合、動物と植物から微生物に至るまでの生態系を構築することを意味している。この活動により、たとえば一度破壊された生態系を復旧させたり、周囲の開発で失われた生態系を保存して、地域に生息していた生物のシェルター（避難所）にすることが行われる。日本では水辺生態系を再構築する試みがよく知られているが、もともとは水辺だけに限定された概念ではない。
生物の生存には水が不可欠となるが、水を循環させるためにポンプなど機械装置の助けを借りる場合もある（河川から支流を作る場合もある）ものの、それ以外は自然な状況の再現を目指しており、そこでは昆虫や小鳥などの小動物が自由に、ときには他の生物を捕食したり、逆に捕食されたりしながら生活できるようにする。
どの程度の規模・環境を再現するかは設置・運営側の意向にも拠りまちまちではあるものの、往々にしてその活動は数年にも及ぶ期間を掛けて安定させることが行われている。こういった活動の一部はバイオスフィア2などのように、将来的な宇宙開発に向けて、地球環境外で地球の自然環境を再構築するための研究にも、その裾野を見いだすことが可能である。

## ワイルドライフガーデン

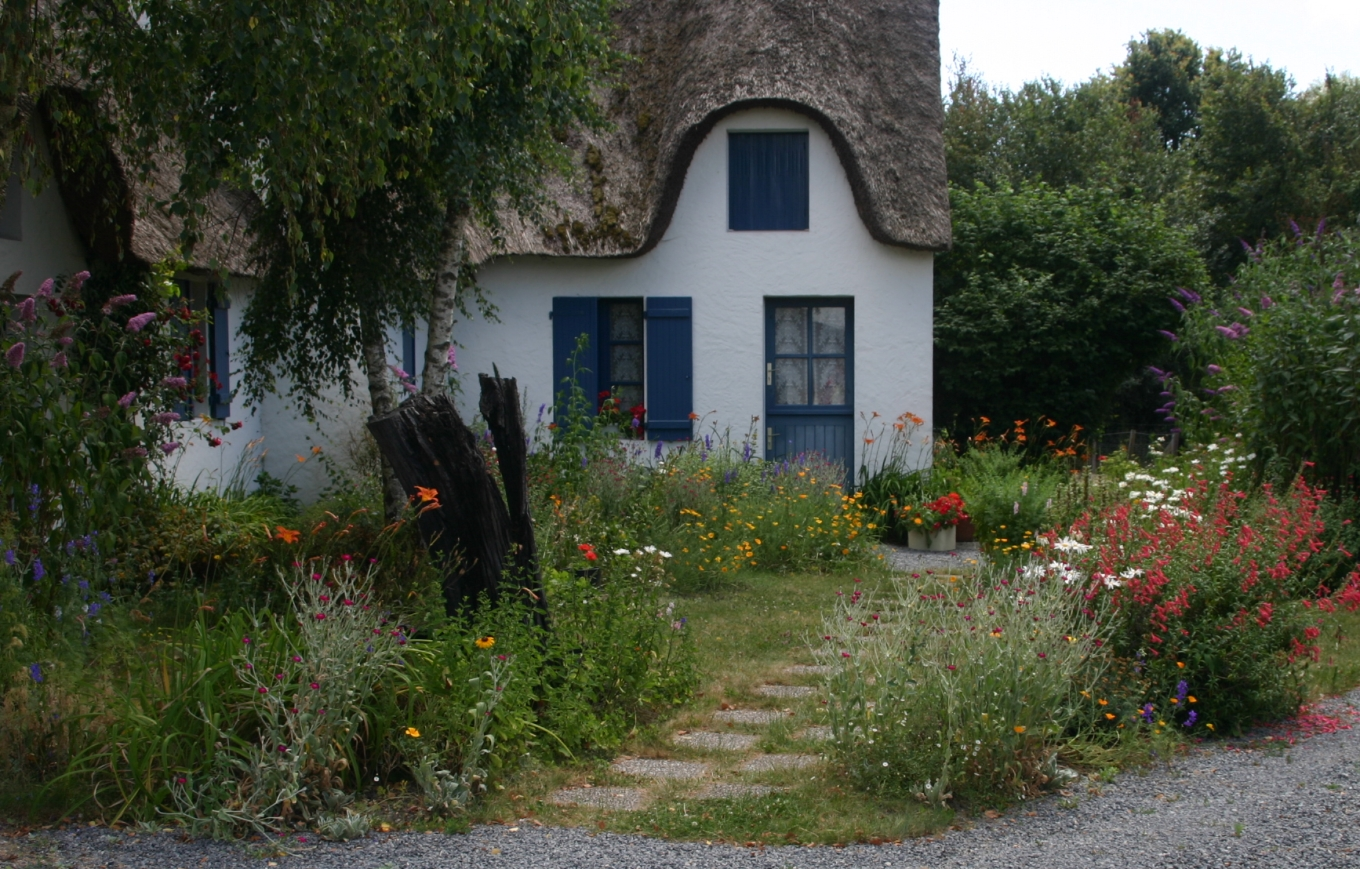
ワイルドライフガーデン （フランス西部のロワール＝アトランティックにある）

ワイルドライフ・ガーデン（Wildlife Garden）は、周囲の野生生物が庭師/ガーデナーによって作られた生息地で、持続可能性的な避難所として機能するものである。ワイルドライフ・ガーデンには、在来種の在来植物、鳥類、両生類、爬虫類、昆虫、哺乳類など、さまざまな種の生息地となるという考えである。住居が建設される前の環境を模した庭を作る、あるいは近隣の手つかずの野生地に近く(Rewilding)することで、生態系・自然システムがエコトーンとして相互作用を起こし、恒常性を確立し、最終的には庭師の維持や介入を必要最低限にすることが可能となる。また、ワイルドライフ・ガーデンは生物学的な害虫駆除において重要な役割を果たし、生物多様性、在来植物を促進し、総じて生物圏、より広い生態環境に利益をもたらすことが可能となる。
庭園史では、「ワイルドガーデン」という言葉は、アイルランドの有力な造園家・作家であるウィリアム・ロビンソンの著書『en:The Wild Garden』(1870年) によって、この書が非常に影響力をもち、以降は形式化されていない庭を指す場合が多くなり、ウッドランド・ガーデンはその一つの遺産となったという。野生生物自体はロビンソンの周辺的な関心事に過ぎなかったのである。

### ハビタット
地域の野生動物に適した庭を成功させるには、動物が巣を作ったり隠れたりできる多様な構造を持つ、複数の立体的な生息地を利用するのが最も効果的である。野生動物のための庭には、以下のような生息地がある。
丸太の山- 日陰にあるのが好ましい。丸太の山は昆虫やその他の無脊椎動物、爬虫類や両生類にとって聖域となる。有機的な構造は、保護と繁殖の両方のためのシェルターとなる。丸太に加えて庭の残骸も庭の周りに加えて、自然のマルチング、肥料、雑草対策、土壌改良、節足動物捕食者の生息地として利用することができる。

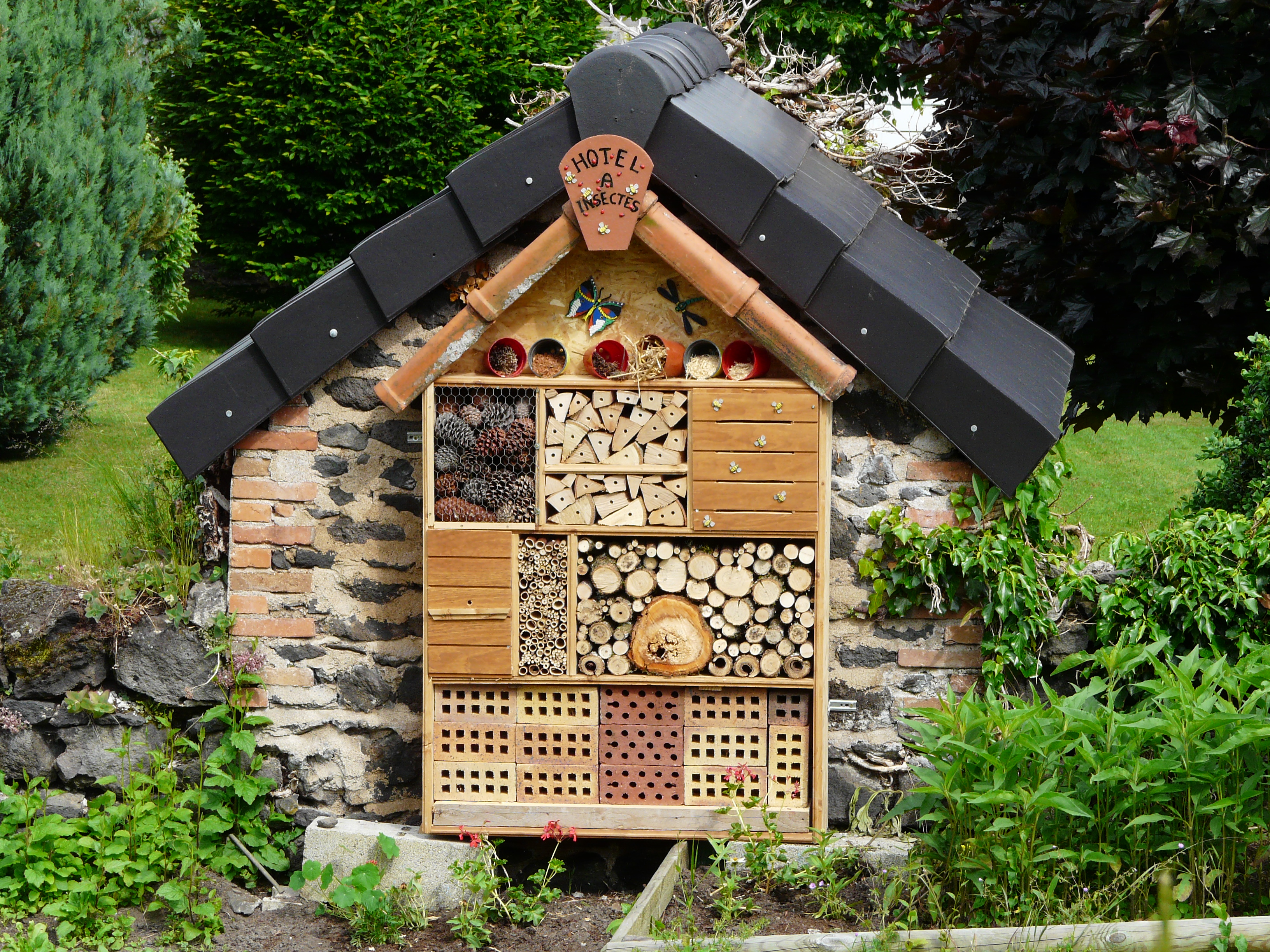
フランス、ポンジボーにあるピュイ・ド・ドームの昆虫巣箱

鳥の餌場とバードハウス- 鳥の餌場と避難場所があれば、生物学的害虫駆除で重要な役割を果たす庭の鳥の数が増える。食事と避難場所があれば、鳥の生存率が高まるだけでなく、繁殖期を成功させるために十分な健康状態を確保することができる。
バグボックスとハチの巣箱 (Insect hotel)  - 中空の茎の束（エルダーベリー（ニワトコ属の実）、ジョーパイウィード (Eutrochium) 、竹）を吊るせば、貴重な受粉媒介者として有益な昆虫、例えばマメコバチ (Mason Bee) にとって代替シェルターや繁殖場所とすることができる。
水源 - 池のような水場は、多くの生物多様性のある野生生物を支える可能性がある。野生動物を最大限に引き寄せるには、様々な深さの水場を構成する必要がある。浅い場所は鳥が水を飲み、昆虫や両生類が卵を産むために利用する。深い場所は水生昆虫の生息地となり、両生類、あるいは魚が泳ぐ場所となる。
ポリネーター（花粉媒介者） - 蜜が豊富な花は、ハチや蝶を庭に引き寄せる（ポリネーター・ガーデン）。これは、アメリカやヨーロッパ、その他の地域でポリネーターの数が激減していることを考えると特に重要である。野草の草地は庭の芝生に代わる選択肢であり、媒介者の聖域として機能することであろう。しかし、受粉植物を蝶の繁殖に適した植物と混同してはならない。
植物の多様性- 庭には様々な種類の植物を入れて、様々な生息地として機能させるべきである。グランドカバー、低木、下草層、樹冠の種のバランスをとることで、野生動物の個々のニーズに合った大きさのシェルターを作ることができる。特に、その地域や州の在来種を使うことが重要。在来種の植物は、多くの非在来種の植物よりも確実に昆虫やその他の無脊椎動物に適している。

### 植物の選択
外来種が含まれることもあるが、前項で述べたように、ワイルドガーデンは通常、様々な在来種を中心に構成されている。一般に在来種はその土地にもともと存在する自然生態系の一部であるため、外来種よりも育てやすい。自生している植物を選ぶことは、植物と動物の多様性、特に昆虫や菌類の自生を支えるという点で多くの利点があるのである。

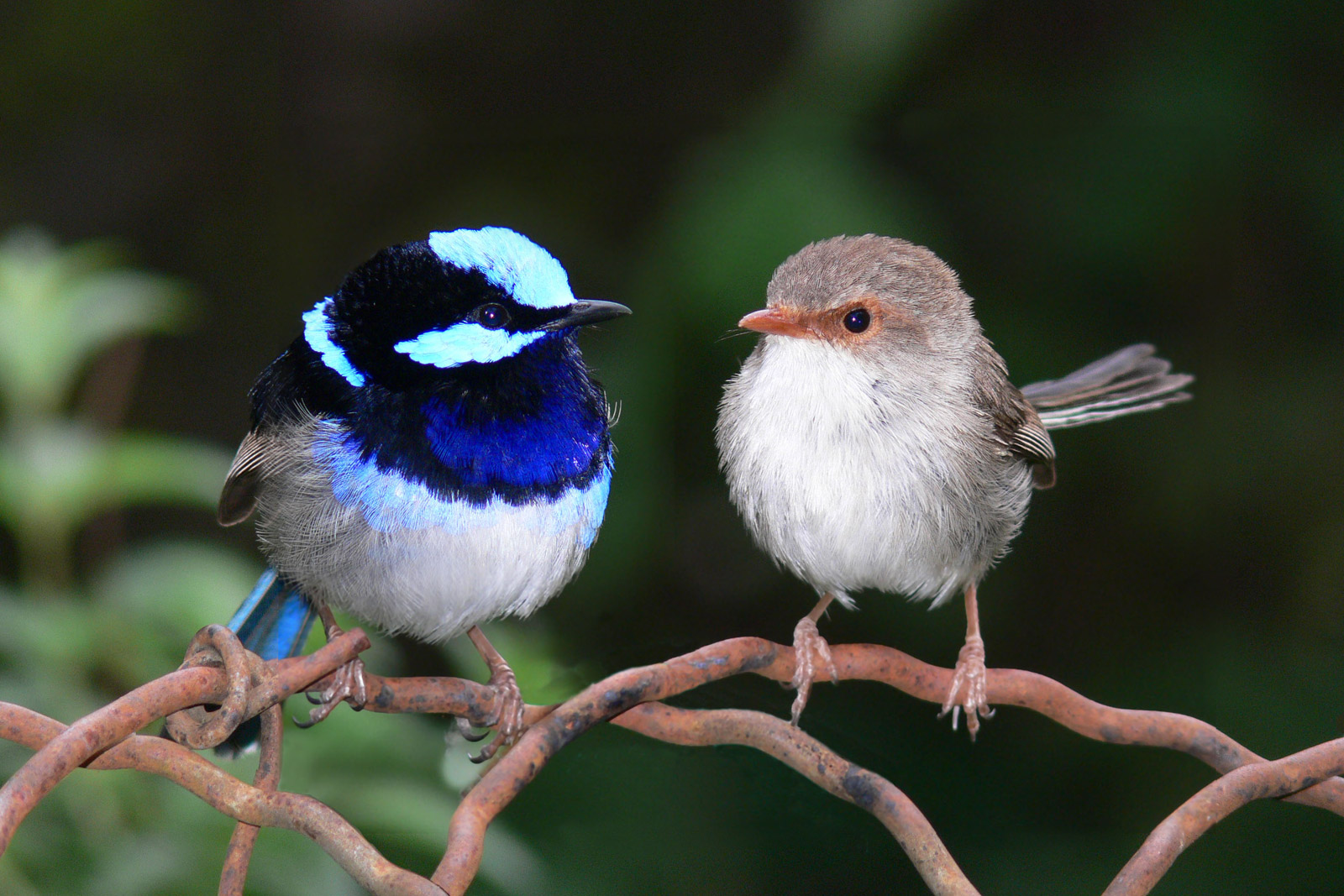
ルリオーストラリアムシクイの雄と雌

市場に出まわっている観賞植物は「害虫のいない」植物種になる傾向がある。これでは自生の昆虫にとって適応が難しく、結局、食物源も減少させることになるのである。過度の観賞用植栽による昆虫の個体数の減少は、特定の地域に生息する鳥の個体数をも抑制することになる。
オランダでは「ヘムチューネン（heemtuinen）」と呼ばれる野生動物園がある。最初の動物園は1925年に作られた。ハーレム近郊のブルメンダールにあるタイセズ・ホフ（en:Thijsse's Hof、タイセーの庭）である。これは、タイセズ (Jac. P. Thijsse) 生誕60周年を記念して贈られたもので、現在も存在する。庭園がある南ケネマーランドの砂丘地帯に自生する植物約800種を展示しているが、この種の野生動物園としては、世界で最も古いもののひとつと言われている。
オランダ国内には約25のワイルドライフ・ガーデンが存在する。